# Heřmanov (Kolešovice)
Heřmanov (Duits: Herrmansdorf) is een Tsjechische plaats in de gemeente Kolešovice in de regio Midden-Bohemen en maakt deel uit van het district Rakovník.
Heřmanov telt 28 inwoners (2021).

## Etymologie
Het dorp is genoemd naar de eerste inwoner en eigenaar van het dorp, Herman van Questenberg.

## Geschiedenis
De eerste schriftelijke vermelding van het dorp dateert van 1748.
Sinds 2003 is Heřmanov onderdeel van de gemeente Kolesovice binnen het district Kladno.

## Verkeer en vervoer

### Autowegen
Er lopen enkele regionale wegen door de gemeente. Op zo'n 2,5 km afstand ligt weg I/6 van Praag naar Karlsbad.

### Spoorlijnen
Heřmanov ligt in de buurt van spoorlijn 125 Krupá - Kolešovice. De lijn is een enkelsporige, regionale lijn waarop het vervoer in 1883 begon, maar sinds december 2006 geen regulier vervoer meer kent.

### Buslijnen
Er is één bushalte in het dorp: Kolešovice, Heřmanov. De halte wordt bediend door lijn 560 Rakovník - Kryry van vervoerder Transdev Střední Čechy.

## Bezienswaardigheden
- Dorpskapel

## Galerij

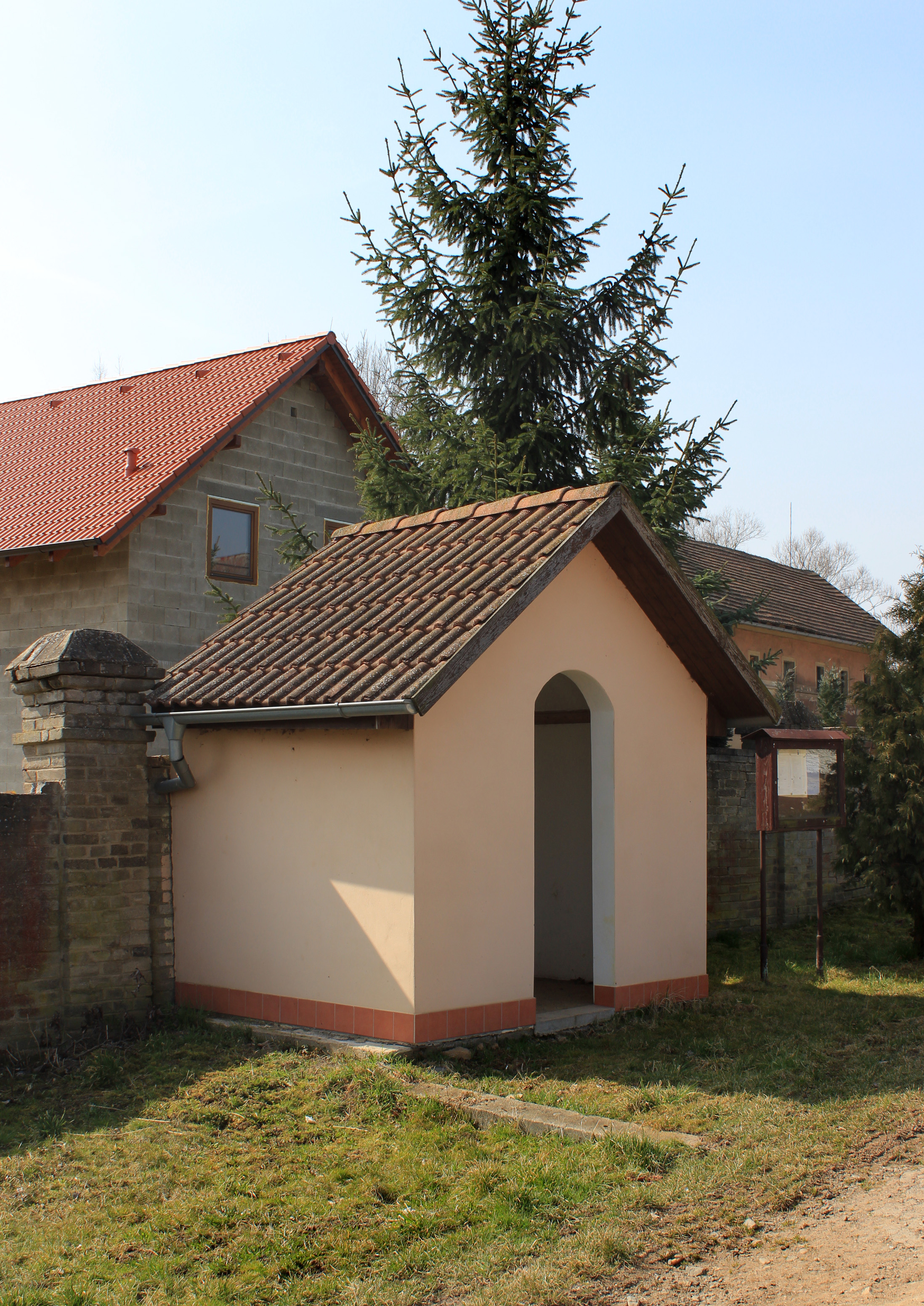
Bushalte in het dorp
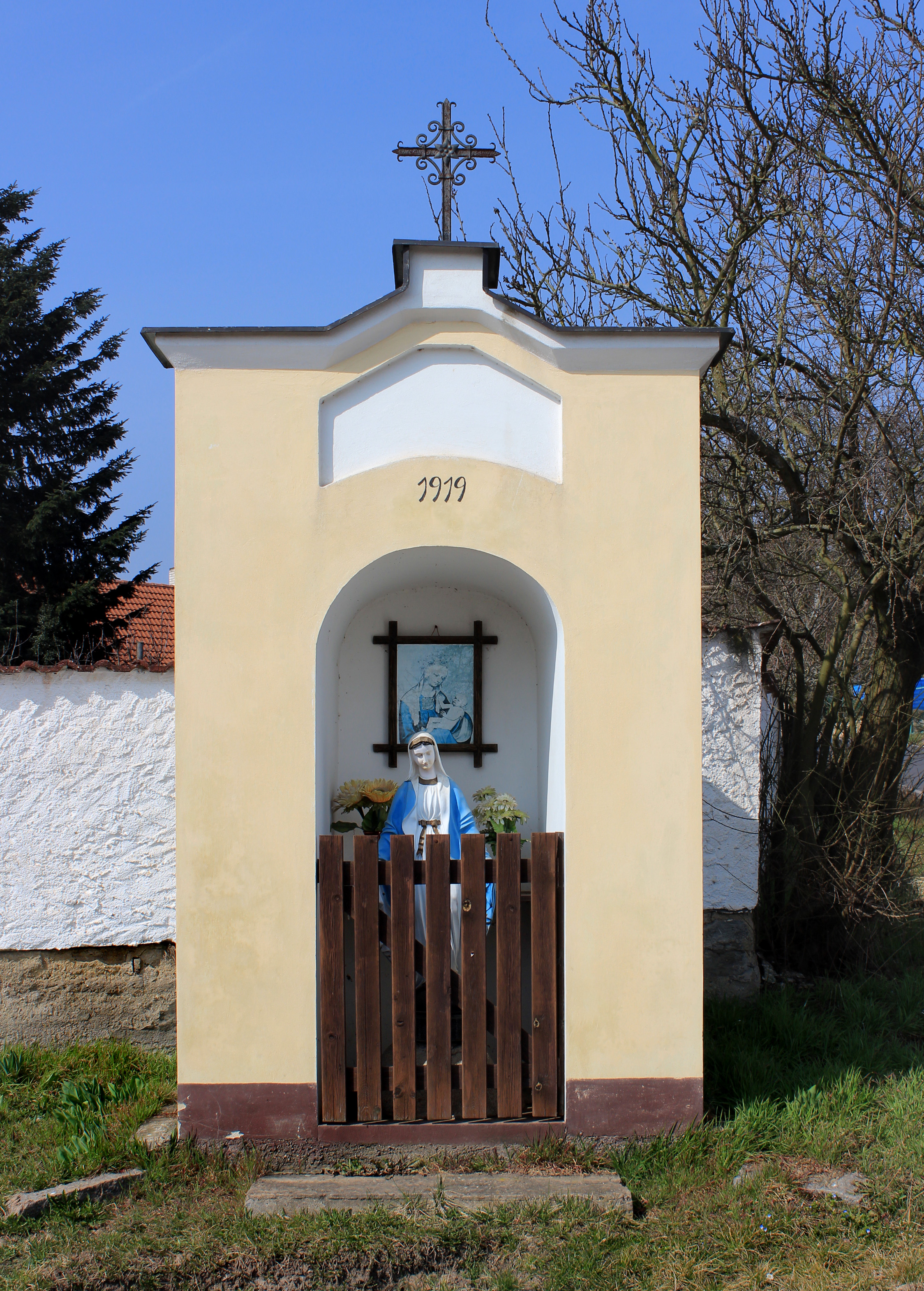
Dorpskapel
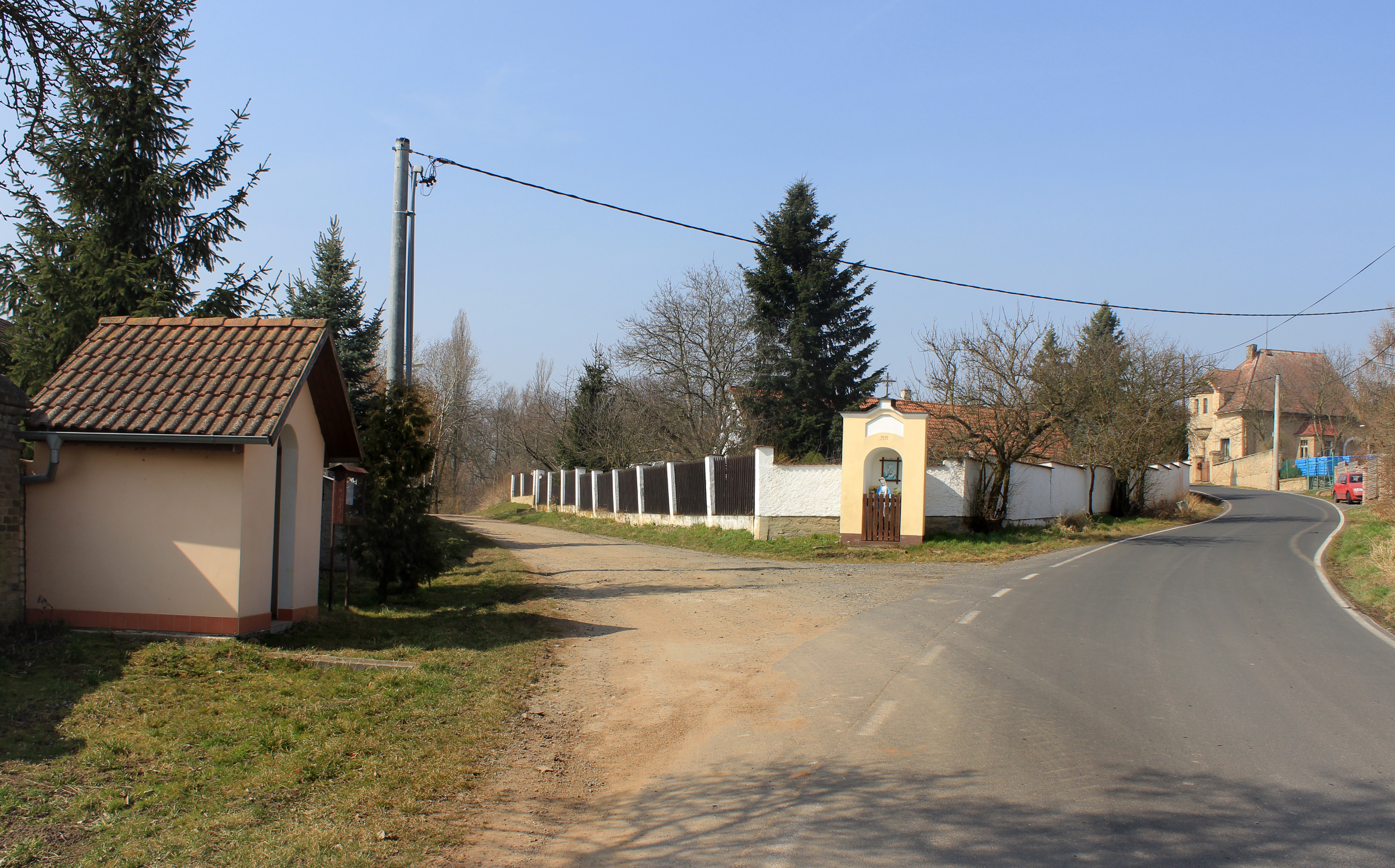
Weg bij bushalte en dorpskapel
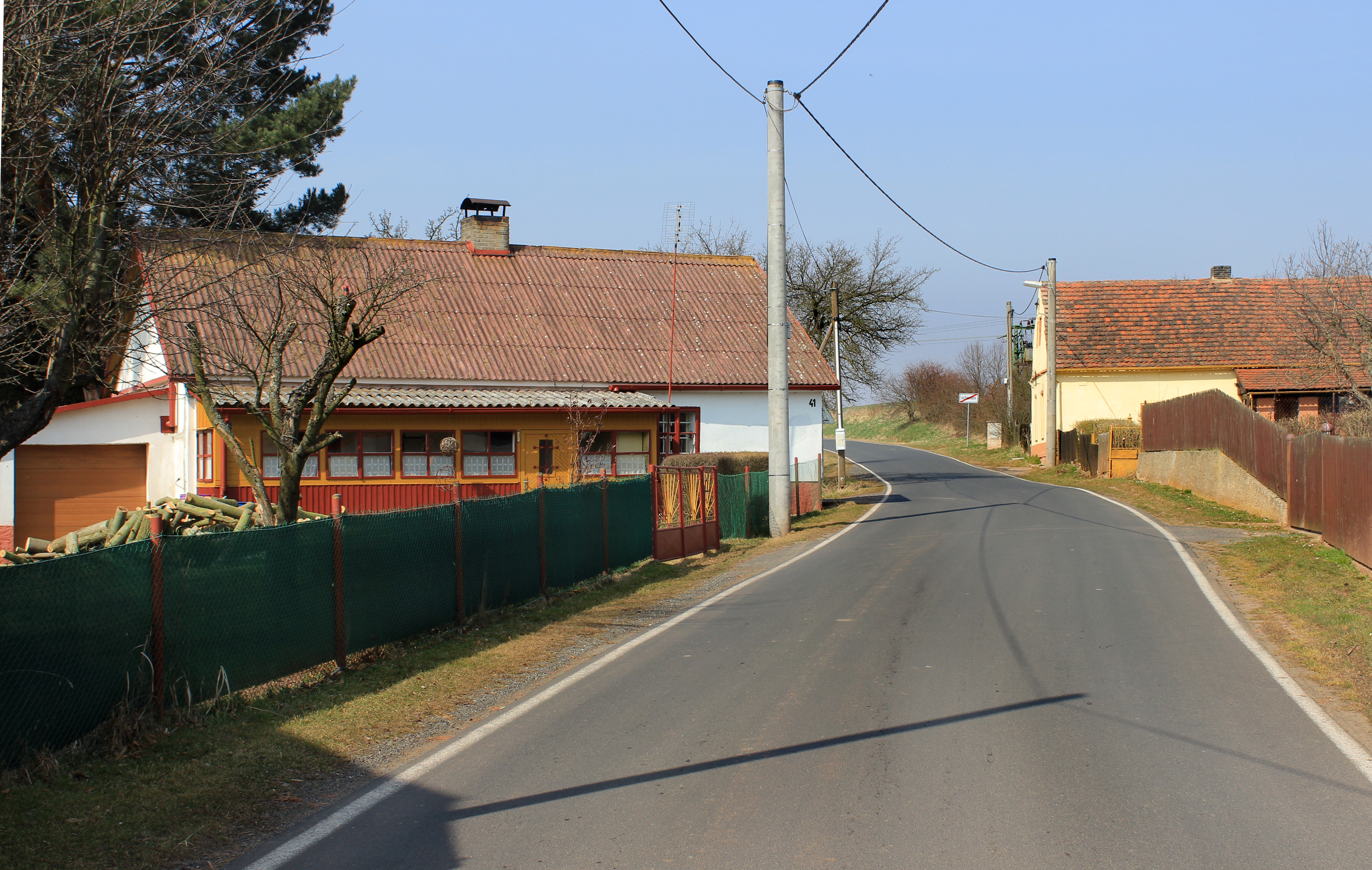
Noordelijk deel van het dorp